# إينس بيبرنيل

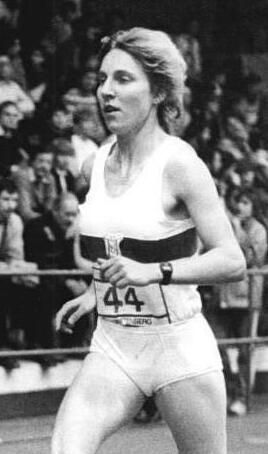
بيبرنيل في بطولة ألمانيا الشرقية للصالات الداخلية عام 1986

إينس بيبرنيل (من مواليد 21 يوليو 1965 في كويرفورت) هي رياضية سابقة من ألمانيا الشرقية في سباقات المضمار والميدان شاركت في أحداث المضمار المتوسطة والطويلة. حصلت على الميدالية الذهبية في بطولة أوروبا لألعاب القوى داخل الصالات عام 1986.
فازت بسباق 1500 متر / 3000 متر في بطولة ألمانيا الشرقية داخل الصالات قبل أن تتابع سباق 3000 متر/ 10.000 متر المزدوج في بطولة ألمانيا الشرقية لألعاب القوى في الهواء الطلق عام 1985. أول ظهور دولي كبير لها جاء في ذلك العام في سباق 10000 متر وحصلت على المركز الثاني في كأس أوروبا عام 1985 واحتلت المركز الرابع في كأس العالم لألعاب القوى عام 1985.
في بداية عام 1986، دافعت عن لقبها الوطني في سباق 3000 متر وأصبحت أفضل عداءة لسباق تحت 23 عامًا لمسافة ميلين، أنهت السباق بزمن قدره 9:34.27 دقيقة في مدينة نيويورك. وهو الرقم القياسي الوطني الألماني لهذا الحدث. جاء أعظم إنجاز في مسيرتها في شهر فبراير من نفس العام، عندما فازت بالميدالية الذهبية في سباق 3000 متر في بطولة أوروبا لألعاب القوى داخل الصالات عام 1986 - وهي المرأة الألمانية الشرقية الوحيدة التي فازت بهذا اللقب على الإطلاق. بعدها فازت بثنائية 1500/3000 متر في البطولات الوطنية في الهواء الطلق.

## إنجازات شخصية
- 800 متر: 2:05.4 دقيقة، 9 يونيو 1983، نيوبراندنبورغ
- 1500 متر: 4:05.64 دقيقة، 28 يونيو 1985، بوتسدام
- 2000 متر: 5:47.58 دقيقة، 22 سبتمبر 1985، برلين الشرقية
- 3000 متر: 8:49.80 دقيقة، 27 يونيو 1986، جينا
- 5000 متر: 15:27.05 دقيقة، 3 يوليو 1986، دريسدن
- 10.000 متر: 32:32.28 دقيقة، 1 يونيو 1986، إرفورت

## المسابقات الدولية
| العام | المسابقة                  | المكان                  | المركز | حدث       | ملاحظة   |
| ----- | ------------------------- | ----------------------- | ------ | --------- | -------- |
| 1985  | كأس أوروبا                | موسكو، الاتحاد السوفيتي | الثاني | 10,000 م  | 32:47.42 |
| 1985  | كأس العالم ‏               | كانبرا                  | الرابع | 10,000 م ‏ | 32:45.58 |
| 1986  | بطولة أوروبا لألعاب القوى | مدريد                   | الأول  | 3000 م ‏   | 8:54.52  |

## الألقاب الوطنية
- بطولة ألمانيا الشرقية لألعاب القوى
  - 1500 م: 1986
  - 3000 م: 1985، 1986
  - 10.000 م: 1985
- بطولة ألمانيا الشرقية لألعاب القوى داخل الصالات
  - 1500 م: 1985
  - 3000 م: 1985، 1986، 1987